# قاره آمریکا
قارهٔ آمریکا (به انگلیسی: Americas) یکی از قاره‌های کرهٔ زمین است. این قاره ۸٫۳٪ از مساحت زمین و ۲۸٫۴٪ از مساحت خشکی‌ها را دربرمی‌گیرد. همچنین ۱۴٪ از جمعیت جهان (برابر با ۱ میلیارد نفر) در این قاره زندگی می‌کنند. این قاره به سه بخشِ آمریکای شمالی، آمریکای مرکزی و آمریکای جنوبی بخش می‌شود.
در روزگار قدیم آمریکای شمالی به وسیلهٔ یک باریکه خشکی به قارهٔ آسیا متصل بود. این باریکهٔ خشک، آلاسکا را از باختر به قارهٔ آسیا وصل می‌کرد؛ بنابراین در آن روزگار رفت‌وآمد میان قارهٔ آسیا و قارهٔ آمریکای شمالی میسر بود. نیاکان سرخپوستان قارهٔ آمریکا نیز در آن زمان از همین باریکه از آسیا به قارهٔ آمریکا کوچیده بودند.
قارهٔ آمریکا در نیمکرهٔ غربی قرار دارد. طول قاره‌های آمریکای شمالی و جنوبی از شمال به جنوب تقریباً ۱۴٬۵۰۰ کیلومتر است. کانال پاناما آن‌ها را به یکدیگر وصل کرده‌ است. تمام قارهٔ آمریکای شمالی در شمال خط استوا قرار دارد. اما قسمت بزرگی از قارهٔ آمریکای جنوبی در جنوب خط استوا واقع شده‌ است. به همین جهت، هنگامی که قارهٔ آمریکای شمالی فصل تابستان را می‌گذراند در قسمت بزرگی از آمریکای جنوبی فصل زمستان است و برعکس.
بسیاری از مردم تصور می‌کنند که آمریکای جنوبی، به دنبال آمریکای شمالی است، درست در جنوب قاره قرار دارد؛ ولی چنین نیست، زیرا آمریکای جنوبی نسبت به آمریکای شمالی خیلی بیشتر رو به مشرق پیش رفته‌است. کانال پاناما تقریباً در جهت غربی و شرقی قرار گرفته‌است.
بخش بزرگی قارهٔ آمریکا شمالی متعلق به کشور کانادا و ایالات متحدهٔ آمریکا و مکزیک است. در جنوب کشور مکزیک، هفت کشور کوچک قرار دارد. گاهی مجموعه خاک این کشورهای کوچک را آمریکای مرکزی می‌نامند. اما آمریکای مرکزی یک قاره جداگانه نیست، بلکه در واقع قسمتی از قارهٔ آمریکای شمالی است. قارهٔ آمریکای جنوبی ۱۳ کشور دارد.
گاه نام آمریکای لاتین را هم می‌شنویم. آمریکای لاتین به آن قسمت از دو قارهٔ آمریکای شمالی و جنوبی می‌گویند که زبان مردم آن اسپانیایی یا پرتغالی است، که هر دو در زبان قدیم زبان لاتین ریشه دارند. آمریکای لاتین شامل کشور مکزیک و کشورهای آمریکای مرکزی و کشورهای آمریکای جنوبی می‌شود. زبان قسمت عمده مردم کانادا و ایالات متحدهٔ آمریکا انگلیسی است.
اقیانوس اطلس قارهٔ آمریکا را از قارهٔ اروپا جدا کرده‌است. این اقیانوس چندان پهناور است که تا چند سده ساکنان بر قدیم هیچ تصور نمی‌کردند که قارهٔ دیگری هم آن سوی اقیانوس وجود داشته باشد. در همین حال اقیانوس بسیار پهناورتری به نام اقیانوس آرام بین قاره‌های آمریکا و آسیا قرار دارد. پس از آنکه اروپاییان قاره‌های آمریکا را کشف کردند نام آن را بَرّ نو نهادند. کشورهایی که در قاره‌های آمریکا قرار دارند معمولاً نسبت به کشورهای بَرّ قدیم جوان‌تر هستند.

## جغرافیای طبیعی

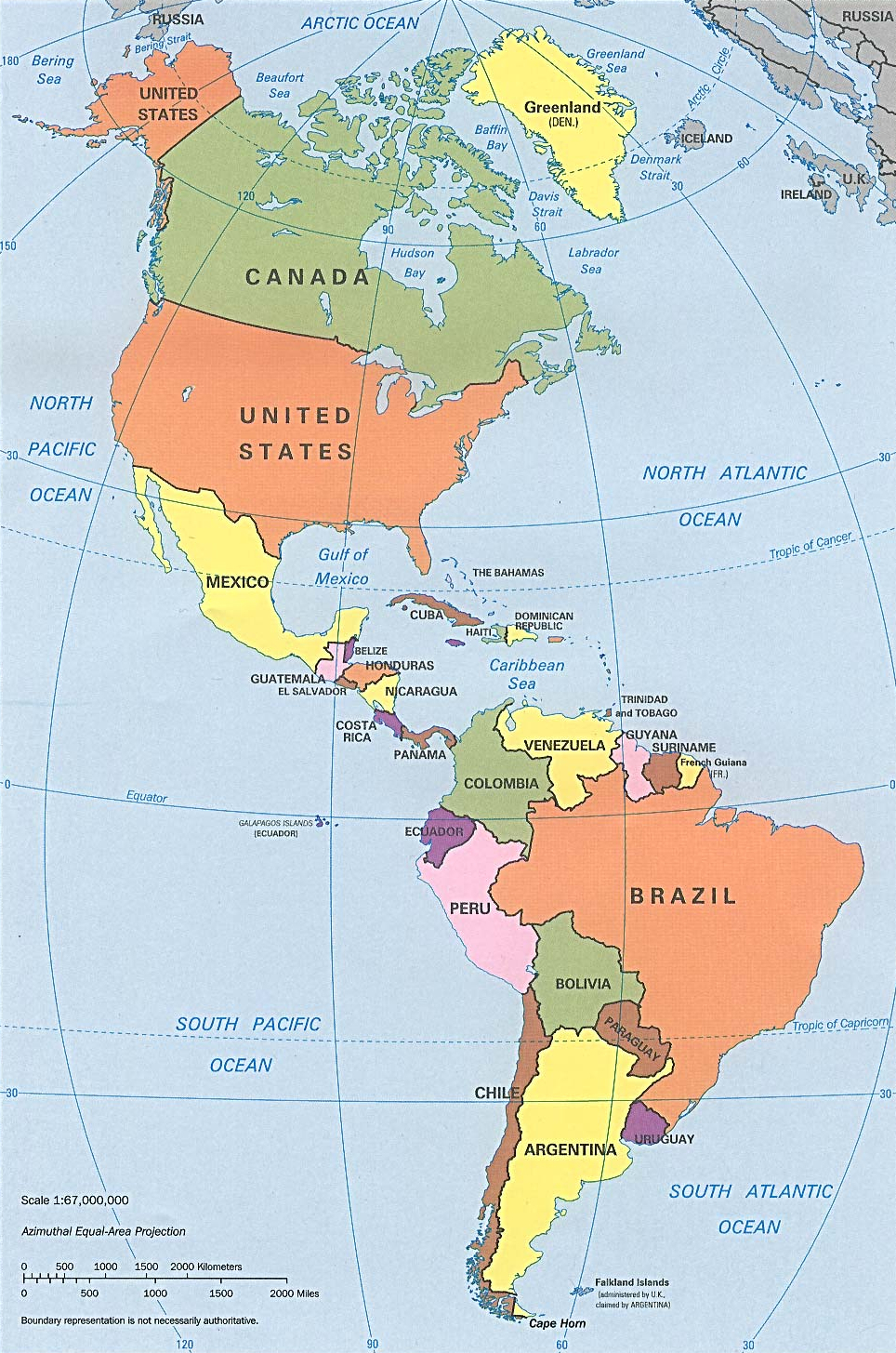
نقشهٔ سیاسی قارهٔ آمریکا

از ساختارهای طبیعیِ این قاره می‌توان به موارد زیر اشاره کرد:

رشته کوه‌های راکی، رشته کوه‌های آند، خلیج مکزیک، دریای کارائیب، جنگل‌های آمازون، بیابان آتاکاما (شیلی)، کوه‌های گویان، رودخانه می‌سی‌سی‌پی، دریاچه سوپریور و…

## کشورها
قارهٔ آمریکا شامل ۳۵ کشور مستقل است. علاوه بر این کشورها، بیش از ۲۰ جزیرهٔ مستعمره در آمریکای مرکزی وجود دارند. همچنین منطقهٔ گویان فرانسه، در آمریکای جنوبی نیز در استعمار کشور فرانسه است.
از جمله کشورهای مستقل این قاره:
ایالات متحده آمریکا، کانادا، مکزیک، برزیل، آرژانتین، کلمبیا، ونزوئلا، پرو، کوبا، شیلی، گواتمالا، نیکاراگوئه، اروگوئه، اکوادور، پاناما، دومینیکن، جامائیکا، کاستاریکا، بولیوی، هندوراس، السالوادور، پاراگوئه، ترینیداد و توباگو، هائیتی و…
برخی کشورهای غیرمستقل (مستعمره) قاره آمریکا:
گویان فرانسه - پورتوریکو (ایالات متحده) - آنتیل (هلند) - گوادلوپ (فرانسه) - برمودا (بریتانیا) - مارتینیک (فرانسه) - ویرجین (آمریکا و انگلیس) - مونتسرات (بریتانیا) - آروبا (هلند) و…

## اقتصاد
برخلاف کشورهای آمریکای شمالی، که وضعیت اقتصادیِ خوبی دارند، بیشتر کشورهای آمریکای لاتین (شامل آمریکای جنوبی و مرکزی) اوضاع اقتصادیِ چندان خوبی ندارند. تنها برزیل، آرژانتین، اروگوئه و کلمبیا هستند که اقتصاد نسبتاً بهتری دارند. تقریباً همهٔ کشورهای آمریکای مرکزی (که غالباً جزیره‌ای هستند) از صنعت گردشگری کسب درآمد می‌کنند.

در سرتاسر قارهٔ آمریکا، فقط دو کشور بولیوی و پاراگوئه هستند که به دریاهای آزاد راه ندارند و فاقد سواحل و بنادر هستند که این دو کشور (خصوصاً بولیوی) از فقیرترین کشورهای آمریکایی هستند.

## تاریخ

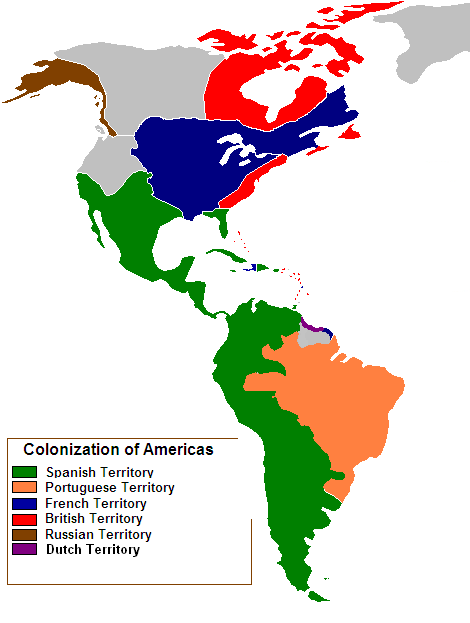
نقشه کشورهای استعماری در قاره آمریکا سال ۱۷۵۰ میلادی
قلمرو اسپانیا
قلمرو پرتغال
قلمرو فرانسه
قلمرو بریتانیا
قلمرو روسیه
قلمرو هلند

لیف اِریکسون، مشهور به لیف خوش شانس، پسر اریک سرخ یک وایکینگ بود. او در سال ۱۰۰۱ میلادی، هنگامی که گرفتار توفان شده بود و کشتی او از مسیر خود منحرف شد، به سوی غرب گرینلند رفت. او هنگامی که در سرزمینی به نام نیوفاندلند پا گذاشت، نخستین فرد اروپایی (حدود ۵۰۰ سال پیش از کریستف کلمب) بود که به آمریکای شمالی گام نهاده بود. او آن سرزمین را بخاطر انگور فراوان و درخت‌های بزرگ توت وحشی که در آنجا یافت می‌شد، وینلند نامید که به معنی سرزمین شراب است. او همچنان در طول خط ساحلی به پیش رفت و سرزمین‌های مارکلند (سرزمین جنگلی) و هلولند (سرزمین سنگ‌ها) را یافت. چنین بر می‌آید که این دو سرزمین، جزایر لابرادور و بافین بوده‌اند. در سال‌های پسین، وایکینگ‌ها و مهاجران دیگری به وینلند آمدند اما برای مدتی طولانی در آنجا نماندند.
در سال ۱۴۹۲ میلادی کریستف کلمب، دریانورد اسپانیایی، قارهٔ آمریکا را به‌صورت رسمی کشف کرد، اما او تصور می‌کرد که به سرزمین هند رسیده‌ است. به همین دلیل، مردم آن منطقه را «هندی» نامید. اما تقریباً پنج سال بعد از کشف کریستف کلمب، آمریکو وسپوس ایتالیایی به آمریکا سفر کرد و چون کریستف کلمب فرض کرد به هند سفر کرده آمریکو آن قاره را به نام خود ثبت کرد.
ولی بخاطر اینکه کریستف کلمب قاره آمریکا را نخست کشف کرد نام کشور کلمبیا را به نام او نام‌گذاری کردند.